# Zempoala (Messico)
Zempoala è un comune del Messico, situato nello stato di Hidalgo.